# Sör-Risträsket
Sör-Risträsket är en sjö i Piteå kommun i Norrbotten och ingår i Byskeälvens huvudavrinningsområde. Sjön har en area på 0,218 kvadratkilometer och ligger 310,1 meter över havet.

## Delavrinningsområde
Sör-Risträsket ingår i det delavrinningsområde (726158-169144) som SMHI kallar för Inloppet i Tjalmisträsket. Medelhöjden är 330 meter över havet och ytan är 2,34 kvadratkilometer. Det finns inga avrinningsområden uppströms utan avrinningsområdet är högsta punkten. Vattendraget som avvattnar avrinningsområdet har biflödesordning 3, vilket innebär att vattnet flödar genom totalt 3 vattendrag innan det når havet efter 106 kilometer. Avrinningsområdet består mestadels av skog (55 procent) och sankmarker (35 procent). Avrinningsområdet har 0,22 kvadratkilometer vattenytor vilket ger det en sjöprocent på 9,3 procent.